# Konoe Nobuhiro
Konoe Nobuhiro (近衛 信尋 1599-1649?) fue un kuge (cortesano) que actuó de regente a comienzos de la era Edo. Fue hijo del Emperador Go-Yōzei e hijo adoptivo de Konoe Nobutada.
Ocupó la posición de kanpaku del Emperador Go-Mizunoo entre 1623 y 1629.
Tuvo como hijos a Konoe Hisatsugu y una consorte de Tokugawa Mitsukuni, segundo líder del Mito han.